# Playa de Kololi
La Playa de Kololi (en inglés: Kololi Beach) es una localidad y una playa en la nación africana de Gambia.
De acuerdo con un cálculo para el año 2010 hay cerca de 426 habitantes, el resultado del último censo de 1993 publicado  contabilizo 130 personas
Kololi Beach está situado en la región de la Costa Oeste en el distrito de Kombo del Norte, más específicamente en las coordenadas geográficas 13°26′N 16°43′O / 13.433, -16.717